# Liste der olympischen Medaillengewinner aus Kanada/L–Q
Zurück zur Liste der olympischen Medaillengewinner aus Kanada
- Medaillengewinner A bis D
- Medaillengewinner E bis K
- Medaillengewinner R bis Z

## Medaillengewinner

### L
- Stephanie Labbé – Fußball (1-0-1)
Rio de Janeiro 2016: Bronze, Frauen
Tokio 2020: Gold, Frauen
- Charline Labonté – Eishockey (3-0-0)
Turin 2006: Gold, Frauen
Vancouver 2010: Gold, Frauen
Sotschi 2014: Gold, Frauen
- Geneviève Lacasse – Eishockey (1-1-0)
Sotschi 2014: Gold, Frauen
Pyeongchang 2018: Silber, Frauen
- Mark Lackie – Shorttrack (0-1-0)
Albertville 1992: Silber, 5000 m Staffel, Männer
- Brigette Lacquette – Eishockey (0-1-0)
Pyeongchang 2018: Silber, Frauen
- Stuart Laidlaw – Lacrosse (1-0-0)
St. Louis 1904: Gold, Männer
- Kim Lamarre – Freestyle-Skiing (0-0-1)
Sotschi 2014: Bronze, Slopestyle, Frauen
- Eric Lamaze – Reiten (1-1-1)
Peking 2008: Gold, Springreiten Einzel
Peking 2008: Silber, Springreiten Mannschaft
Rio de Janeiro 2016: Bronze, Springreiten Einzel
- Nathalie Lambert – Shorttrack (1-2-0)
Albertville 1992: Gold, 3000 m Staffel, Frauen
Lillehammer 1994: Silber, 1000 m, Frauen
Lillehammer 1994: Silber, 3000 m Staffel, Frauen
- Ghislaine Landry – Rugby (0-0-1)
Rio de Janeiro 2016: Bronze, Siebener-Rugby, Frauen
- Kenneth Lane – Kanu (0-1-0)
Helsinki 1952: Silber, Zweier-Canadier 10.000 m, Männer
- Norman Lane – Kanu (0-1-0)
London 1948: Bronze, Einer-Canadier 10.000 m, Männer
- Robert Lane – Fußball (1-0-0)
St. Louis 1904: Gold, Männer
- William Langford – Rudern (0-1-0)
Paris 1924: Silber, Achter, Männer
- Lloyd Langlois – Freestyle-Skiing (0-0-1)
Lillehammer 1994: Bronze, Aerials, Männer
- Maxime Laoun – Shorttrack (1-0-0)
Peking 2022: Gold, 5000 m Staffel, Männer
- Henri-André Laperrière – Eishockey (1-0-0)
St. Moritz 1948: Gold, Männer
- Sébastien Lareau – Tennis (1-0-0)
Sydney 2000: Gold, Doppel, Männer
- Philippe Laroche – Freestyle-Skiing (0-1-0)
Lillehammer 1994: Silber, Aerials, Männer
- Jocelyne Larocque  Eishockey (2-1-0)
Sotschi 2014: Gold, Frauen
Pyeongchang 2018: Silber, Frauen
Peking 2022: Gold, Frauen
- Christine Larsen – Synchronschwimmen (0-1-0)
Atlanta 1996: Silber, Gruppe
- Ken Laufman – Eishockey (0-1-1)
Cortina d’Ampezzo 1956: Bronze, Männer
Squaw Valley 1960: Silber, Männer
- Danièle Laumann – Rudern (0-0-1)
Los Angeles 1984: Bronze, Doppelzweier, Frauen
- Silken Laumann – Rudern (0-1-2)
Los Angeles 1984: Bronze, Doppelzweier, Frauen
Barcelona 1992: Bronze, Einer, Frauen
Atlanta 1996: Silber, Einer, Frauen
- Kelley Law – Curling (0-1-0)
Salt Lake City 2002: Silber, Frauen
- Kaitlyn Lawes – Curling (2-0-0)
Sotschi 2014: Gold, Frauen
Pyeongchang 2018: Gold, Mixed
- Ashley Lawrence – Fußball (1-0-1)
Rio de Janeiro 2016: Bronze, Frauen
Tokio 2020: Gold, Frauen
- Danielle Lawrie – Softball (0-0-1)
Tokio 2020: Bronze, Frauen
- Jeffrey Lay – Rudern (0-1-0)
Atlanta 1996: Silber, Leichtgewichts-Vierer ohne Steuermann, Männer
- Kirsti Lay – Radsport (0-0-1)
Rio de Janeiro 2016: Bronze, Teamverfolgung, Frauen
- Marion Lay – Schwimmen (0-0-1)
Mexiko-Stadt 1968: Bronze, 4 × 100-m-Freistilstaffel, Frauen
- Patrick Lebeau – Eishockey (0-1-0)
Albertville 1992: Silber, Männer
- Guillaume Leblanc – Leichtathletik (0-1-0)
Barcelona 1992: Silber, 20 km Gehen, Männer
- Chris Le Bihan – Bob (0-0-1)
Vancouver 2010: Bronze, Viererbob, Männer
- John Lecky – Rudern (0-1-0)
Rom 1960: Silber, Achter, Männer
- Louis Lecompte – Eishockey (1-0-0)
St. Moritz 1948: Gold, Männer
- Mark Leduc – Boxen (0-1-0)
Barcelona 1992: Silber, Halbweltergewicht, Männer
- Howard Lee – Eishockey (0-0-1)
Cortina d’Ampezzo 1956: Bronze, Männer
- Kerrin Lee-Gartner – Ski Alpin (1-0-0)
Albertville 1992: Gold, Abfahrt, Frauen
- Manny Legace – Eishockey (0-1-0)
Lillehammer 1994: Silber, Männer
- Brady Leman – Freestyle-Skiing (1-0-0)
Pyeongchang 2018: Gold, Skicross, Männer
- Catriona LeMay Doan – Eisschnelllauf (2-0-1)
Nagano 1998: Gold, 500 m, Frauen
Nagano 1998: Bronze, 1000 m, Frauen
Salt Lake City 2002: Gold, 500 m, Frauen
- Mario Lemieux – Eishockey (1-0-0)
Salt Lake City 2002: Gold, Männer
- Adriana Leon – Fußball (1-0-0)
Tokio 2020: Gold, Frauen
- Maurice Letchford – Ringen (0-0-1)
Amsterdam 1928: Bronze, Weltergewicht Freistil, Männer
- Fanny Létourneau – Synchronschwimmen (0-0-1)
Sydney 2000: Bronze, Gruppe
- Janet Leung – Softball (0-0-1)
Tokio 2020: Bronze, Frauen
- Douglas Lewis – Boxen (0-0-1)
Paris 1924: Bronze, Weltergewicht, Männer
- Lennox Lewis – Boxen (1-0-0)
Seoul 1988: Gold, Superschwergewicht, Männer
- Mike Lewis – Rudern (0-0-1)
Peking 2008: Bronze, Leichtgewichts-Vierer, Männer
- Ray Lewis – Leichtathletik (0-0-1)
Los Angeles 1932: Bronze, 4 × 400-m-Staffel, Männer
- Walter Lewis – Rudern (0-0-1)
London 1908: Bronze, Achter, Männer
- Cedric Liddell – Rudern (0-0-1)
Los Angeles 1932: Bronze, Achter, Männer
- Joshua Liendo – Schwimmen (0-1-0)
Paris 2024: Silber, 100 m Schmetterling, Männer
- Kevin Light – Rudern (1-0-0)
Peking 2008: Gold, Achter, Männer
- Lightfoot – Lacrosse (0-0-1)
St. Louis 1904: Bronze, Männer
- Marianne Limpert – Schwimmen (0-1-0)
Atlanta 1996: Silber, 200 m Lagen, Frauen
- Chris Lindberg – Eishockey (0-1-0)
Albertville 1992: Silber, Männer
- Vic Lindquist – Eishockey (1-0-0)
Lake Placid 1932: Gold, Männer
- Eric Lindros – Eishockey (1-1-0)
Albertville 1992: Silber, Männer
Salt Lake City 2002: Gold, Männer
- Ernest Linton – Fußball (1-0-0)
St. Louis 1904: Gold, Männer
- Harold Little – Rudern (0-1-0)
Paris 1924: Silber, Achter, Männer
- John Loaring – Leichtathletik (0-1-0)
Berlin 1936: Silber, 400 m Hürden, Männer
- James Logan – Eishockey (0-0-1)
Cortina d’Ampezzo 1956: Bronze, Männer
- Piper Logan – Rugby (0-1-0)
Paris 2024: Silber, Siebener-Rugby, Frauen
- William Frederick Logan – Eisschnelllauf (0-0-1)
Lake Placid 1932: Bronze, 1500 m, Männer
- Lorne Loomer – Rudern (1-0-0)
Melbourne 1956: Gold, Vierer ohne Steuermann, Männer
- Priscilla Lopes-Schliep – Leichtathletik (0-0-1)
Peking 2008: Bronze, 100 m Hürden, Frauen
- Thomas Loudon – Rudern (0-1-0)
St. Louis 1904: Silber, Achter, Männer
- Alexandria Loutitt – Skispringen (0-0-1)
Pyeongchang 2022: Bronze, Mannschaftsspringen, Mixed
- Ken Lovsin – Eishockey (0-1-0)
Lillehammer 1994: Silber, Männer
- Pierre Lueders – Bob (1-1-0)
Nagano 1998: Gold, Zweierbob, Männer
Turin 2006: Silber, Zweierbob, Männer
- Megan Lukan – Rugby (0-0-1)
Rio de Janeiro 2016: Bronze, Siebener-Rugby, Frauen
- Theresa Luke – Rudern (0-1-1)
Atlanta 1996: Silber, Achter, Frauen
Sydney 2000: Bronze, Achter, Frauen
- Frank Lukeman – Leichtathletik (0-0-1)
Stockholm 1912: Bronze, Fünfkampf, Männer
- Roberto Luongo – Eishockey (2-0-0)
Vancouver 2010: Gold, Männer
Sotschi 2014: Gold, Männer
- Joey Lye – Softball (0-0-1)
Tokio 2020: Bronze, Frauen
- Hilliard Lyle – Lacrosse (1-0-0)
St. Louis 1904: Gold, Männer
- George Lyon – Golf (1-0-0)
St. Louis 1904: Gold, Einzel, Männer

### M
- Daniel MacDonald – Ringen (0-1-0)
Los Angeles 1932: Silber, Weltergewicht Freistil, Männer
- Garfield MacDonald – Leichtathletik (0-1-0)
London 1908: Silber, Dreisprung, Männer
- Gary MacDonald – Schwimmen (0-1-0)
Montreal 1976: Silber, 4 × 100-m-Lagenstaffel, Männer
- George MacDonald – Rudern (0-0-1)
Los Angeles 1932: Bronze, Achter, Männer
- Irene MacDonald – Wasserspringen (0-0-1)
Melbourne 1956: Bronze, Kunstspringen, Frauen
- Ross MacDonald – Segeln (0-1-1)
Barcelona 1992: Bronze, Star
Athen 2004: Silber, Star, Männer
- David MacEachern – Bob (1-0-0)
Nagano 1998: Gold, Zweierbob, Männer
- Al MacInnis – Eishockey (1-0-0)
Salt Lake City 2002: Gold, Männer
- George MacKay – Rudern (0-1-0)
Paris 1924: Silber, Vierer ohne Steuermann, Männer
- Nancy Mackay – Leichtathletik (0-0-1)
London 1948: Bronze, 4 × 100-m-Staffel, Frauen
- Barry MacKenzie – Eishockey (0-0-1)
Grenoble 1968: Bronze, Männer
- Donald MacKenzie – Rudern (0-1-0)
St. Louis 1904: Silber, Achter, Männer
- Sloan MacKenzie – Kanu (0-0-1)
Paris 2024: Bronze, Zweier-Canadier 500 m, Frauen
- Archibald MacKinnon – Rudern (1-1-0)
Melbourne 1956: Gold, Vierer ohne Steuermann, Männer
Rom 1960: Silber, Achter, Männer
- Brittany MacLean – Schwimmen (0-0-1)
Rio de Janeiro 2016: Bronze, 4 × 200 m Freistil, Frauen
- Rosannagh MacLennan – Trampolinturnen (2-0-0)
London 2012: Gold, Trampolinturnen, Frauen
Rio de Janeiro 2016: Gold, Trampolinturnen, Frauen
- Carla MacLeod – Eishockey (2-0-0)
Turin 2006: Gold, Frauen
Vancouver 2010: Gold, Frauen
- Bill MacMillan – Eishockey (0-0-1)
Grenoble 1968: Bronze, Männer
- Margaret Mac Neil – Schwimmen (1-1-1)
Tokio 2020: Gold, 100 m Schmetterling, Frauen
Tokio 2020: Silber, 4 × 100 m Freistil, Frauen
Tokio 2020: Bronze, 4 × 100 m Lagen, Frauen
- Michelle MacPherson – Schwimmen (0-0-1)
Los Angeles 1984: Bronze, 4 × 100-m-Lagenstaffel, Frauen
- Karen Magnussen – Eiskunstlauf (0-1-0)
Sapporo 1972: Silber, Einzel, Frauen
- Bill Mahony – Schwimmen (0-0-1)
München 1972: Bronze, 4 × 100-m-Lagenstaffel, Männer
- Madison Mailey – Rudern (1-0-0)
Tokio 2020: Gold, Achter, Frauen
- Grant Main – Rudern (1-0-0)
Los Angeles 1984: Gold, Achter, Männer
- Sandrine Mainville – Schwimmen (0-0-1)
Rio de Janeiro 2016: Bronze, 4 × 100 m Freistil, Frauen
- Ronald Maitland – Segeln (0-1-0)
Los Angeles 1932: Silber, 8-Meter-Klasse, Männer
- Lucas Makowsky – Eisschnelllauf (1-0-0)
Vancouver 2010: Gold, Teamverfolgung, Männer
- Norm Malloy – Eishockey (1-0-0)
Lake Placid 1932: Gold, Männer
- Dominique Maltais – Snowboard (0-1-1)
Turin 2006: Bronze, Snowboardcross, Frauen
Sotschi 2014: Silber, Snowboardcross, Frauen
- Emma Maltais – Eishockey (1-0-0)
Peking 2022: Gold, Frauen
- Valérie Maltais – Shorttrack (1-1-0)
Sotschi 2014: Silber, 3000 m Staffel, Frauen
Peking 2022: Gold, Teamverfolgung, Frauen
- Man Afraid Soap – Lacrosse (0-0-1)
St. Louis 1904: Bronze, Männer
- Kent Manderville – Eishockey (0-1-0)
Albertville 1992: Silber, Männer
- Elizabeth Manley – Eiskunstlauf (0-1-0)
Calgary 1988: Silber, Einzel, Frauen
- George Mara – Eishockey (1-0-0)
St. Moritz 1948: Gold, Männer
- Egerton Marcus – Boxen (0-1-0)
Seoul 1988: Silber, Mittelgewicht, Männer
- Robert Marland – Rudern (1-0-0)
Barcelona 1992: Gold, Achter, Männer
- Patrick Marleau – Eishockey (2-0-0)
Vancouver 2010: Gold, Männer
Sotschi 2014: Gold, Männer
- Darcy Marquardt – Rudern (0-1-0)
London 2012: Silber, Achter Männer
- Floyd Martin – Eishockey (0-1-1)
Cortina d’Ampezzo 1956: Bronze, Männer
Squaw Valley 1960: Silber, Männer
- Kevin Martin – Curling (1-1-0)
Salt Lake City 2002: Silber, Männer
Vancouver 2010: Gold, Männer
- Emerance Maschmeyer – Eishockey (1-0-0)
Peking 2022: Gold, Frauen
- Kylie Masse – Schwimmen (0-2-3)
Rio de Janeiro 2016: Bronze, 100 m Rücken, Frauen
Tokio 2020: Silber, 100 m Rücken, Frauen
Tokio 2020: Silber, 200 m Rücken, Frauen
Tokio 2020: Bronze, 4 × 100 m Lagen, Frauen
Paris 2024: Bronze, 200 m Rücken, Frauen
- Natalie Mastracci – Rudern (0-1-0)
London 2012: Silber, Achter Männer
- Diana Matheson – Fußball (0-0-1)
Rio de Janeiro 2016: Bronze, Frauen
- Maria Maunder – Rudern (0-1-0)
Atlanta 1996: Silber, Achter, Frauen
- Derek Mayer – Eishockey (0-1-0)
Lillehammer 1994: Silber, Männer
- Marnie McBean – Rudern (3-0-1)
Barcelona 1992: Gold, Zweier ohne Steuerfrau, Frauen
Barcelona 1992: Gold, Achter, Frauen
Atlanta 1996: Gold, Doppelzweier, Frauen
Atlanta 1996: Bronze, Doppelvierer, Frauen
- Conlin McCabe – Rudern (0-1-0)
London 2012: Silber, Achter Männer
- Bert McCaffrey – Eishockey (1-0-0)
Chamonix 1924: Gold, Männer
- Robert McCall – Eiskunstlauf (0-0-1)
Calgary 1988: Bronze, Eistanz
- Frederick McCarthy – Radsport (0-0-1)
London 1908: Bronze, 1980 Yards Mannschaftsverfolgung, Männer
- Richard McClure – Rudern (0-1-0)
Melbourne 1956: Silber, Achter, Männer
- Kathy McCormack – Eishockey (0-1-0)
Nagano 1998: Silber, Frauen
- Joan McCusker – Curling (1-0-0)
Nagano 1998: Gold, Frauen
- Heather McDermid – Rudern (0-1-1)
Atlanta 1996: Silber, Achter, Frauen
Sydney 2000: Bronze, Achter, Frauen
- Douglas McDonald – Rudern (0-1-0)
Melbourne 1956: Silber, Achter, Männer
- Gordon McDonald – Fußball (1-0-0)
St. Louis 1904: Gold, Männer
- Dawn McEwen – Curling (1-0-0)
Sotschi 2014: Gold, Frauen
- Dugald McInnes – Schießen (0-0-1)
London 1908: Bronze, Armeegewehr Mannschaft, Männer
- Summer McIntosh – Schwimmen (3-1-0)
Paris 2024: Gold, 400 m Lagen, Frauen
Paris 2024: Gold, 200 m Lagen, Frauen
Paris 2024: Gold, 200 m Schmetterling, Frauen
Paris 2024: Silber, 400 m Freistil, Frauen
- Ashleigh McIvor – Freestyle-Skiing (1-0-0)
Vancouver 2010: Gold, Skicross, Frauen
- Jack McKenzie – Eishockey (0-0-1)
Cortina d’Ampezzo 1956: Bronze, Männer
- William McKerlich – Rudern (0-2-0)
Melbourne 1956: Silber, Achter, Männer
Rom 1960: Silber, Achter, Männer
- Clarence McKerrow – Lacrosse (1-0-0)
London 1908: Gold, Männer
- Robert McKnight – Eishockey (0-1-0)
Squaw Valley 1960: Silber, Männer
- Mark McKoy – Leichtathletik (1-0-0)
Barcelona 1992: Gold, 110 m Hürden, Männer
- Frank McLaughlin – Segeln (0-0-1)
Seoul 1988: Bronze, Flying Dutchman
- Terry McLaughlin – Segeln (0-1-0)
Los Angeles 1984: Silber, Flying Dutchman, Männer
- David McMackon – Schießen (0-1-0)
London 1908: Silber, Wurfscheibenschießen Mannschaft, Männer
- Brian McMahon – Rudern (1-0-0)
Los Angeles 1984: Gold, Achter, Männer
- Mark McMorris – Snowboard (0-0-3)
Sotschi 2014: Bronze, Slopestyle, Männer
Pyeongchang 2018: Bronze, Slopestyle, Männer
Pyeongchang 2022: Bronze Slopestyle, Männer
- Harold McMunn – Eishockey (1-0-0)
Chamonix 1924: Gold, Männer
- Duncan McNaughton – Leichtathletik (1-0-0)
Los Angeles 1932: Gold, Hochsprung, Männer
- Aileen Meagher – Leichtathletik (0-0-1)
Berlin 1936: Bronze, 4 × 100-m-Staffel, Frauen
- Athol Meech – Rudern (0-0-1)
Amsterdam 1928: Bronze, Achter, Männer
- Lori Melien – Schwimmen (0-0-1)
Seoul 1988: Bronze, 4 × 100-m-Lagenstaffel, Frauen
- Irving Meretsky – Basketball (0-1-0)
Berlin 1936: Silber, Männer
- Glen Mervyn – Rudern (0-1-0)
Rom 1960: Silber, Achter, Männer
- Maya Meschkuleit – Rudern (0-1-0)
Paris 2024: Silber, Achter, Frauen
- Sophiane Méthot – Trampolinspringen (0-0-1)
Paris 2024: Bronze, Frauen
- Bob Meyers – Eishockey (1-0-0)
Oslo 1952: Gold, Männer
- Meaghan Mikkelson – Eishockey (2-1-0)
Vancouver 2010: Gold, Frauen
Sotschi 2014: Gold, Frauen
Pyeongchang 2018: Silber, Frauen
- Ian Millar – Reiten (0-1-0)
Peking 2008: Silber, Springreiten Mannschaft
- Noël de Mille – Rudern (0-0-1)
Los Angeles 1932: Bronze, Doppelzweier, Männer
- John Millen – Segeln (0-0-1)
Seoul 1988: Bronze, Flying Dutchman
- David Miller – Eishockey (1-0-0)
Oslo 1952: Gold, Männer
- David Miller – Segeln (0-0-1)
München 1972: Bronze, Soling
- Robert Mills – Rudern (0-0-1)
Los Angeles 1984: Bronze, Einer, Männer
- Raymond Milton – Eishockey (0-1-0)
Garmisch-Partenkirchen 1936: Silber, Männer
- Collin Mitchell – Curling (0-1-0)
Nagano 1998: Silber, Männer
- Kelsey Mitchell – Radsport (1-0-0)
Tokio 2020: Gold, Sprint Bahn, Frauen
- Scott Moir – Eiskunstlauf (3-2-0)
Vancouver 2010: Gold, Eistanz
Sotschi 2014: Silber, Eistanz
Sotschi 2014: Silber, Team
Pyeongchang 2018: Gold, Eistanz
Pyeongchang 2010: Gold, Team
- Kayla Moleschi – Rugby (0-0-1)
Rio de Janeiro 2016: Bronze, Siebener-Rugby, Frauen
- Robert Molle – Ringen (0-1-0)
Los Angeles 1984: Silber, Superschwergewicht Freistil, Männer
- Phil Monckton – Rudern (0-0-1)
Los Angeles 1984: Bronze, Doppelvierer, Männer
- Jessica Monroe – Rudern (2-1-0)
Barcelona 1992: Gold, Vierer ohne Steuerfrau, Frauen
Barcelona 1992: Gold, Achter, Frauen
Atlanta 1996: Silber, Achter, Frauen
- Wally Monson – Eishockey (1-0-0)
Lake Placid 1932: Gold, Männer
- Stephen Monteith – Eishockey (0-0-1)
Grenoble 1968: Bronze, Männer
- Jon Montgomery – Skeleton (1-0-0)
Vancouver 2010: Gold, Männer
- James Montgomery – Schießen (0-1-0)
Paris 1924: Silber, Tontaubenschießen Mannschaft, Männer
- Anne Montminy – Wasserspringen (0-1-1)
Sydney 2000: Bronze, Turmspringen, Frauen
Athen 2004: Silber, Synchronspringen 10 m, Frauen
- Francis Moore – Eishockey (0-1-0)
Garmisch-Partenkirchen 1936: Silber, Männer
- Ken Moore – Eishockey (1-0-0)
Lake Placid 1932: Gold, Männer
- Kristie Moore – Curling (0-1-0)
Vancouver 2010: Silber, Frauen
- Andréanne Morin – Rudern (0-1-0)
London 2012: Silber, Achter Männer
- Alwyn Morris – Kanu (1-0-1)
Los Angeles 1984: Gold, Zweier-Kajak 1000 m, Männer
Los Angeles: Bronze, Zweier-Kajak 500 m, Männer
- John Morris – Curling (2-0-0)
Vancouver 2010: Gold, Männer
Pyeongchang 2018: Gold, Mixed
- Denny Morrison – Eisschnelllauf (1-2-0)
Turin 2006: Silber, Teamverfolgung, Männer
Vancouver 2010: Gold, Teamverfolgung, Männer
Sotschi 2014: Silber, 1000 m, Männer
Sotschi 2014: Bronze, 1500 m, Männer
- Brenden Morrow – Eishockey (1-0-0)
Vancouver 2010: Gold, Männer
- Suzanne Morrow – Eiskunstlauf (0-0-1)
St. Moritz 1948: Bronze, Paarlauf
- William Morton – Radsport (0-0-1)
London 1908: Bronze, 1980 Yards Mannschaftsverfolgung, Männer
- Morris Mott – Eishockey (0-0-1)
Grenoble 1968: Bronze, Männer
- Heather Moyse – Bob (2-0-0)
Vancouver 2010: Gold, Zweierbob, Frauen
Sotschi 2014: Gold, Zweierbob, Frauen
- Norbert Mueller – Eishockey (1-0-0)
St. Moritz 1928: Gold, Männer
- Lori-Ann Muenzer – Radsport (1-0-0)
Athen 2004: Gold, Sprint, Frauen
- Dunc Munro – Eishockey (1-0-0)
Chamonix 1924: Gold, Männer
- Jack Murdoch – Rudern (0-0-1)
Amsterdam 1928: Bronze, Achter, Männer
- Herman Murray – Eishockey (0-1-0)
Garmisch-Partenkirchen 1936: Silber, Männer
- Curtis Myden – Schwimmen (0-0-3)
Atlanta 1996: Bronze, 200 m Lagen, Männer
Atlanta 1996: Bronze, 400 m Lagen, Männer
Sydney 2000: Bronze, 400 m Lagen, Männer
- Viola Myers – Leichtathletik (0-0-1)
London 1948: Bronze, 4 × 100-m-Staffel, Frauen

### N
- Arthur Nash – Eishockey (0-1-0)
Garmisch-Partenkirchen 1936: Silber, Männer
- Rick Nash – Eishockey (2-0-0)
Vancouver 2010: Gold, Männer
Sotschi 2014: Gold, Männer
- Petr Nedvěd – Eishockey (0-1-0)
Lillehammer 1994: Silber, Männer
- Terry Neilson – Segeln (0-0-1)
Los Angeles 1984: Bronze, Finn-Dinghy, Männer
- Christine Nesbitt – Eisschnelllauf (1-1-0)
Turin 2006: Silber, Teamverfolgung, Frauen
Vancouver 2010: Gold, 1000 m, Frauen
- Daniel Nestor – Tennis (1-0-0)
Sydney 2000: Gold, Doppel, Männer
- Kevin Neufeld – Rudern (1-0-0)
Los Angeles 1984: Gold, Achter, Männer
- David Neville – Eishockey (0-1-0)
Garmisch-Partenkirchen 1936: Silber, Männer
- Alysha Newman – Leichtathletik (0-0-1)
Paris 2024: Bronze, Stabhochsprung, Frauen
- Clarence Newton – Boxen (0-0-1)
Antwerpen 1920: Bronze, Leichtgewicht, Männer
- Samuel Newton – Schießen (0-1-0)
Paris 1924: Silber, Tontaubenschießen Mannschaft, Männer
- Mark Nichols – Curling (1-0-1)
Turin 2006: Gold, Männer
Peking 2022: Bronze, Männer
- Ashley Nicoll-Holzer – Reiten (0-0-1)
Seoul 1988: Bronze, Dressur Mannschaft
- Scott Niedermayer – Eishockey (2-0-0)
Salt Lake City 2002: Gold, Männer
Vancouver 2010: Gold, Männer
- Joe Nieuwendyk – Eishockey (1-0-0)
Salt Lake City 2002: Gold, Männer
- Night Hawk – Lacrosse (0-0-1)
St. Louis 1904: Bronze, Männer
- Amy Nixon – Curling (0-0-1)
Turin 2006: Bronze, Frauen
- Patricia Noall – Schwimmen (0-0-1)
Seoul 1988: Bronze, 4 × 100-m-Lagenstaffel, Frauen
- Cheryl Noble – Curling (0-1-0)
Salt Lake City 2002: Silber, Frauen
- Owen Nolan – Eishockey (1-0-0)
Salt Lake City 2002: Gold, Männer
- Kirstin Normand – Synchronschwimmen (0-0-1)
Sydney 2000: Bronze, Gruppe
- Dwayne Norris – Eishockey (0-1-0)
Lillehammer 1994: Silber, Männer
- Edgar Norris – Rudern (0-0-1)
Amsterdam 1928: Bronze, Achter, Männer
- Carissa Norsten – Rugby (0-1-0)
Paris 2024: Silber, Siebener-Rugby, Frauen
- Andrea Nugent – Schwimmen (0-0-1)
Seoul 1988: Bronze, 4 × 100-m-Lagenstaffel, Frauen
- Sarah Nurse – Eishockey (1-1-0)
Pyeongchang 2018: Silber, Frauen
Peking 2022: Gold, Frauen
- Karen Nystrom – Eishockey (0-1-0)
Nagano 1998: Silber, Frauen

### O
- Patricia Obee – Rudern (0-1-0)
Rio de Janeiro 2016: Silber, Doppelzweier Leicht, Frauen
- Susan O’Connor – Curling (0-1-0)
Vancouver 2010: Silber, Frauen
- Meryeta Odine – Snowboard (0-0-2)
Pyeongchang 2022: Bronze, Snowboardcross, Frauen
Pyeongchang 2022: Bronze, Snowboardcross, Mixed
- Marion Thénault – Freestyle-Skiing (0-0-1)
Pyeongchang 2022: Bronze, Aerials Team, Mixed
- Jill Officer – Curling (1-0-0)
Sotschi 2014: Gold, Frauen
- Carlton Ogawa – Rudern (0-1-0)
Melbourne 1956: Silber, Achter, Männer
- Diane O’Grady – Rudern (0-0-1)
Atlanta 1996: Bronze, Doppelvierer, Frauen
- Mark Oldershaw – Kanu (0-0-1)
London 2012: Bronze, Einer-Canadier 1000 m, Männer
- Penny Oleksiak – Schwimmen (0-3-4)
Rio de Janeiro 2016: Silber, 100 m Freistil, Frauen
Rio de Janeiro 2016: Silber, 100 m Schmetterling, Frauen
Rio de Janeiro 2016: Bronze, 4 × 100 m Freistil, Frauen
Rio de Janeiro 2016: Bronze, 4 × 200 m Freistil, Frauen
Tokio 2020: Bronze, 200 m Freistil, Frauen
Tokio 2020: Silber, 4 × 100 m Freistil, Frauen
Tokio 2020: Bronze, 4 × 100 m Lagen, Frauen
- Barbara Olmsted – Kanu (0-0-1)
Los Angeles 1984: Bronze, Vierer-Kajak 500 m, Frauen
- Terry O’Malley – Eishockey (0-0-1)
Grenoble 1968: Bronze, Männer
- Brian Orser – Eiskunstlauf (0-2-0)
Sarajevo 1984: Silber, Einzel, Männer
Calgary 1988: Silber, Einzel, Männer
- George Orton – Leichtathletik (1-0-1)
Paris 1900: Gold, 2500 m Hindernislauf, Männer
Paris 1900: Bronze, 400 m Hürden, Männer
- Danny O’Shea – Eishockey (0-0-1)
Grenoble 1968: Bronze, Männer
- Kaetlyn Osmond – Eiskunstlauf (1-1-1)
Sotschi 2014: Silber, Team
Pyeongchang 2018: Bronze, Frauen
Pyeongchang 2018: Gold, Team
- Shawn O’Sullivan – Boxen (0-1-0)
Los Angeles 1984: Silber, Mittelgewicht, Männer
- Anne Ottenbrite – Schwimmen (1-1-1)
Los Angeles 1984: Gold, 200 m Brust, Frauen
Los Angeles 1984: Silber, 100 m Brust, Frauen
Los Angeles 1984: Bronze, 4 × 100-m-Lagenstaffel, Frauen
- Caroline Ouellette – Eishockey (4-0-0)
Salt Lake City 2002: Gold, Frauen
Turin 2006: Gold, Frauen
Vancouver 2010: Gold, Frauen
Sotschi 2014: Gold, Frauen
- Gerald Ouellette – Schießen (1-0-0)
Melbourne 1956: Gold, Kleinkaliber liegend, Männer
- Emily Overholt – Schwimmen (0-0-1)
Rio de Janeiro 2016: Bronze, 4 × 200 m Freistil, Frauen
- Amanda Overland – Shorttrack (0-1-0)
Turin 2006: Silber, 3000 m Staffel, Frauen
- Kevin Overland – Eisschnelllauf (0-0-1)
Nagano 1998: Bronze, 500 m, Männer

### P
- Jeff Pain – Skeleton (0-1-0)
Turin 2006: Silber, Männer
- Lillian Palmer – Leichtathletik (0-1-0)
Los Angeles 1932: Silber, 4 × 100-m-Staffel, Frauen
- Karen Paquin – Rugby (0-0-1)
Rio de Janeiro 2016: Bronze, Siebener-Rugby, Frauen
- Skylar Park – Taekwondo (0-0-1)
Paris 2024: Bronze, Federgewicht, Frauen
- Jason Parker – Eisschnelllauf (0-1-0)
Turin 2006: Silber, Teamverfolgung, Männer
- Greg Parks – Eishockey (0-1-0)
Lillehammer 1994: Silber, Männer
- Max Parrot – Snowboard (1-1-1)
Pyeongchang 2018: Silber, Slopestyle, Männer
Peking 2022: Gold, Slopestyle, Männer
Peking 2022: Bronze, Big Air, Männer
- Liam Parsons – Rudern (0-0-1)
Peking 2008: Bronze, Leichtgewichts-Vierer, Männer
- Eric Paterson – Eishockey (1-0-0)
Oslo 1952: Gold, Männer
- Robert Paul – Eiskunstlauf (1-0-0)
Squaw Valley 1960: Gold, Paarlauf
- Terrence Paul – Rudern (1-0-0)
Barcelona 1992: Gold, Achter, Männer
- Marita Payne – Leichtathletik (0-2-0)
Los Angeles 1984: Silber, 4 × 100-m-Staffel, Frauen
Los Angeles 1984: Silber, 4 × 400-m-Staffel, Frauen
- Sydney Payne – Rudern (1-1-0)
Tokio 2020: Gold, Achter, Frauen
Paris 2024: Silber, Achter, Frauen
- Brian Peaker – Rudern (0-1-0)
Atlanta 1996: Silber, Leichtgewichts-Vierer ohne Steuermann, Männer
- Michael Peca – Eishockey (1-0-0)
Salt Lake City 2002: Gold, Männer
- Douglas Peden – Basketball (0-1-0)
Berlin 1936: Silber, Männer
- Annie Pelletier – Wasserspringen (0-0-1)
Atlanta 1996: Bronze, Kunstspringen, Frauen
- David Pelletier – Eiskunstlauf (1-0-0)
Salt Lake City 2002: Gold, Paarlauf
- Catharine Pendrel – Radsport (0-0-1)
Rio de Janeiro 2016: Bronze, Mountainbike, Frauen
- Cliff Pennington – Eishockey (0-1-0)
Squaw Valley 1960: Silber, Männer
- Lawrence Pentland – Lacrosse (1-0-0)
St. Louis 1904: Gold, Männer
- Karen Percy – Ski Alpin (0-0-2)
Calgary 1988: Bronze, Abfahrt, Frauen
Calgary 1988: Bronze, Super-G, Frauen
- Annie Perreault – Shorttrack (2-0-1)
Albertville 1992: Gold, 3000 m Staffel, Frauen
Nagano 1998: Gold, 500 m, Frauen
Nagano 1998: Bronze, 3000 m Staffel, Frauen
- Corey Perry – Eishockey (2-0-0)
Vancouver 2010: Gold, Männer
Sotschi 2014: Gold, Männer
- Brittany Phelan – Freestyle-Skiing (0-1-0)
Pyeongchang 2018: Silber, Skicross, Frauen
- Steve Pickell – Schwimmen (0-1-0)
Montreal 1976: Silber, 4 × 100-m-Lagenstaffel, Männer
- Sydney Pickrem – Schwimmen (0-0-1)
Tokio 2020: Bronze, 4 × 100 m Lagen, Frauen
- Jordan Pierre-Gilles – Shorttrack (1-0-0)
Peking 2022: Gold, 5000 m Staffel, Männer
- Alex Pietrangelo – Eishockey (1-0-0)
Sotschi 2014: Gold, Männer
- Gerry Pinder – Eishockey (0-0-1)
Grenoble 1968: Bronze, Männer
- Herbert Pinder – Eishockey (0-0-1)
Grenoble 1968: Bronze, Männer
- Cherie Piper – Eishockey (3-0-0)
Salt Lake City 2002: Gold, Frauen
Turin 2006: Gold, Frauen
Vancouver 2010: Gold, Frauen
- Adrien Plavsic – Eishockey (0-1-0)
Albertville 1992: Silber, Männer
- Herbert Plaxton – Eishockey (1-0-0)
St. Moritz 1928: Gold, Männer
- Hugh Plaxton – Eishockey (1-0-0)
St. Moritz 1928: Gold, Männer
- Roger Plaxton – Eishockey (1-0-0)
St. Moritz 1928: Gold, Männer
- Steve Podborski – Ski Alpin (0-0-1)
Lake Placid 1980: Bronze, Abfahrt, Männer
- Ed Podivinsky – Ski Alpin (0-0-1)
Lillehammer 1994: Bronze, Abfahrt, Männer
- Erika Polidori – Softball (0-0-1)
Tokio 2020: Bronze, Frauen
- Thomas Pollock – Eishockey (1-0-0)
Oslo 1952: Gold, Männer
- Tom Ponting – Schwimmen (0-2-1)
Los Angeles 1984: Silber, 4 × 100-m-Lagenstaffel, Männer
Seoul 1988: Silber, 4 × 100-m-Lagenstaffel, Männer
Barcelona 1992: Bronze, 4 × 100-m-Lagenstaffel, Männer
- Derek Porter – Rudern (1-0-0)
Barcelona 1992: Gold, Achter, Männer
Atlanta 1996: Silber, Einer, Männer
- John Porter – Eishockey (1-0-0)
St. Moritz 1928: Gold, Männer
- Cheryl Pounder – Eishockey (2-0-0)
Salt Lake City 2002: Gold, Frauen
Turin 2006: Gold, Frauen
- Marie-Philip Poulin – Eishockey (3-1-0)
Vancouver 2010: Gold, Frauen
Sotschi 2014: Gold, Frauen
Pyeongchang 2018: Silber, Frauen
Peking 2022: Gold, Frauen
- Eva Maria Pracht – Reiten (0-0-1)
Seoul 1988: Bronze, Dressur Mannschaft
- Charles Edward Pratt – Rudern (0-0-1)
Los Angeles 1932: Bronze, Doppelzweier, Männer
- Marie-Hélène Prémont – Radsport (0-1-0)
Athen 2004: Silber, Mountainbike Cross-Country, Frauen
- Donald Pretty – Rudern (0-1-0)
Melbourne 1956: Silber, Achter, Männer
- Brian Price – Rudern (1-1-0)
Peking 2008: Gold, Achter, Männer
London 2012: Silber, Achter, Männer
- Carey Price  Eishockey (1-0-0)
Sotschi 2014: Gold, Männer
- Cathy Priestner – Eisschnelllauf (0-1-0)
Innsbruck 1976: Silber, 500 m, Frauen
- Nichelle Prince – Fußball (1-0-1)
Rio de Janeiro 2016: Bronze, Frauen
Tokio 2020: Gold, Frauen
- Chris Pronger – Eishockey (2-0-0)
Salt Lake City 2002: Gold, Männer
Vancouver 2010: Gold, Männer
- Andrea Proske – Rudern (1-0-0)
Tokio 2020: Gold, Achter, Frauen
- Georges Prud’Homme – Boxen (0-1-0)
Antwerpen 1920: Silber, Mittelgewicht, Männer
- Al Purvis – Eishockey (1-0-0)
Oslo 1952: Gold, Männer

### Q
- Quinn – Fußball (1-0-1)
Rio de Janeiro 2016: Bronze, Frauen
Tokio 2020: Gold, Frauen